# 도 계통의 종교
도 계통의 종교는 고대 중국의 사상 개념 중 하나인 도를 교리로서 추구하거나 모태로 하는 종교들을 가리킨다. 비슷한 성질을 지닌 다르마계 종교들과 서로 영향을 주고 받기도 하였으며, 유교과 불교와도 밀접한 관계를 맺어 이를 통합한 유불선 사상이 생겨나기도 하였다.

## 목록
- 도교
  - 태평도
  - 오두미도
  - 전진도
- 수험도
- 까오다이교
- 동학
  - 천도교
  - 수운교
- 선종[1]

## 같이 보기
- 다르마 계통의 종교